# フリードリヒ・カール (シュレースヴィヒ＝ホルシュタイン＝ゾンダーブルク＝プレーン公)

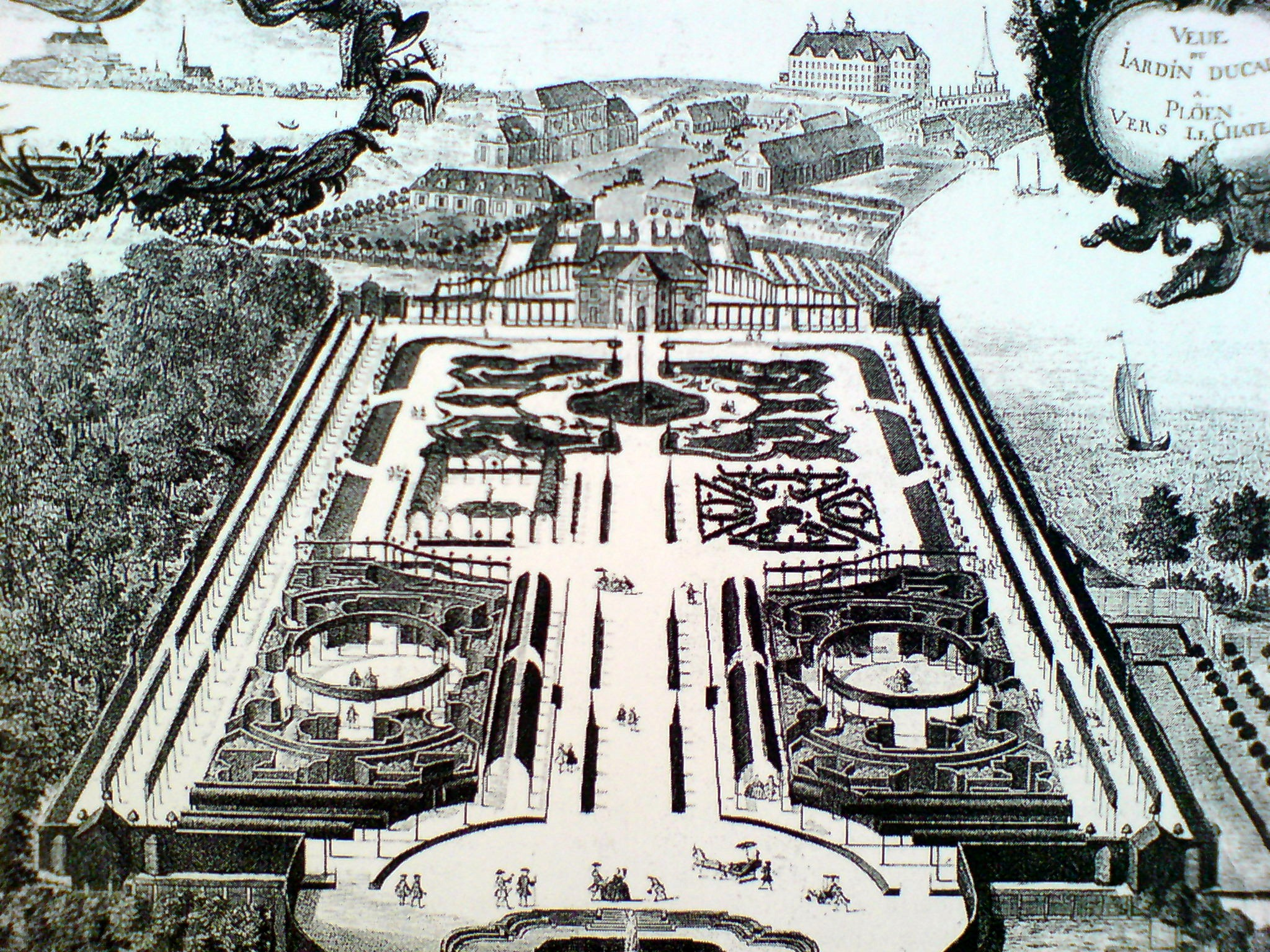
フリードリヒ・カール時代のプレーン城の庭園（1749年）

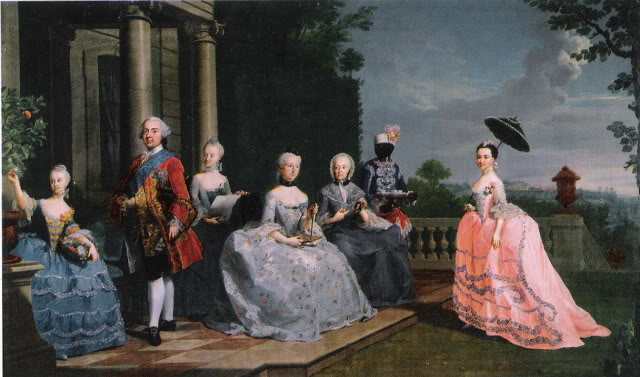
トラヴェンタール城庭園のフリードリヒ・カール、妃クリスティアーネ、3人の娘、母ドロテアおよび召使（1759年）

フリードリヒ・カール（Friedrich Karl, 1706年8月4日 - 1761年10月19日）は、デンマーク王家の分家出身の最後のシュレースヴィヒ＝ホルシュタイン＝ゾンダーブルク＝プレーン（またはホルシュタイン＝プレーン）公（在位：1722年 - 1761年）。エレファント騎士団の騎士。妃クリスティアーネ・アルムガルディス・フォン・レーヴェントローと結婚したが男子相続人を残さずに死去し、ホルシュタイン＝プレーン公領はデンマーク王室に戻された。

## 生涯

### 生い立ち
フリードリヒ・カールは、シュレースヴィヒ＝ホルシュタイン＝ゾンダーブルク＝プレーン公ヨアヒム・フリードリヒの弟クリスティアン・カール（1674年 - 1706年）の一人息子として、1706年8月4日にセナボー城で父の死後に生まれた。 ヨアヒム・フリードリヒは嗣子なく1722年に死去し、甥であるフリードリヒ・カールは伯父の跡を継いでシュレースヴィヒ＝ホルシュタイン＝ゾンダーブルク＝プレーン公となった。
フリードリヒ・カールの公位の継承は1729年まで延期されたが、その理由は、父クリスティアン・カールが母ドロテア・クリスティナ・フォン・アイヒェルベルクと貴賤結婚を結んでいたためであり、母ドロテアは夫の死から数年後にデンマーク王からデンマーク公妃として認められた。

### 統治
プレーンは、フリードリヒ・カールの統治と芸術的支援の下で文化的で活気に満ちていた。フリードリヒ・カールはバロック様式とロココ様式の邸宅と庭園を設計、建築、再建し、その一部は今も残されている（プレーン城およびプレーンのいわゆる「公邸」）が、他は現存しない（特に注目すべきはトラヴェンタールの公爵夏の離宮であるが19世紀に取り壊された）。
フリードリヒ・カールの息子は早世したため、1756年にデンマーク王フレデリク5世と家内協定を結び、フレデリク5世をプレーン公領の後継者に指名した。この協定はわずか5年後の、1761年10月18日から19日にかけての夜にトラヴェンタールの城においてフリードリヒ・カールが亡くなったときに効力を発することとなった。

## 家族
フリードリヒ・カールは、非世襲貴族出身のデンマークの将軍レーヴェントロー伯クリスティアン・デトレフの娘で、デンマーク王妃アンナ・ソフィー・レーヴェントローの姪にあたる、クリスティアーネ・アルムガルディス・フォン・レーヴェントロー（1711年 - 1779年）と結婚し、6子をもうけた。
- ゾフィア・クリスティネ・ルイーゼ（1732年11月5日 プレーン - 1757年3月18日 クヴェードリンブルク） - クヴェードリンブルク修道院の修道女
- フリーデリケ・ゾフィー・シャルロッテ（1736年11月18日 プレーン - 1769年1月4日 シェーンベルク） - ゲオルク・ルートヴィヒ2世・フォン・エアバッハ＝シェーンベルクと結婚
- クリスティアン・カール（1738年11月2日 プレーン - 1740年2月27日 プレーン） - 早世
- 死産（1741年3月 プレーン）
- シャルロッテ・アマーリエ・ヴィルヘルミーネ（1744年4月23日 プレーン - 1770年10月11日 アウグステンブルク） - シュレースヴィヒ＝ホルシュタイン＝ゾンダーブルク＝アウグステンブルク公フレゼリク・クリスチャン1世と結婚
- ルイーゼ・アルベルティーネ（1748年7月21日 プレーン - 1770年3月2日 バレンシュテット） - アンハルト＝ベルンブルク侯フリードリヒ・アルブレヒトと結婚

さらに、フリードリヒ・カールには2人の愛妾との間に庶子をもうけた。ゾフィー・アグネス・オレアリウスとの間には6年間関係をもち、6女が生まれた。また、侍従長の妹であるマリア・カタリーナ・ベインとの間に、3人の息子（うち2人は子女なく死去）と2人の娘（うち1人は幼少期に死去）がいた。いずれもフリードリヒ・カールが認知し嫡出と認め、庶子ら（またはその母親）に領地、称号および金銭を与えた。